# Nati nel 1435
| Questa pagina contiene informazioni ricavate automaticamente dalle voci biografiche con l'ausilio del template Bio e di un bot. L'aggiornamento è periodico e automatico e ricostruisce completamente la pagina. Se manca una persona in questa lista, sei pregato di non aggiungerla, ma accertati piuttosto che la sua voce biografica contenga il template Bio e che i dati anagrafici siano correttamente compilati. Se il template Bio manca, inseriscilo tu stesso o, in alternativa, metti l'avviso {{tmp\|Bio}} che ne segnala la mancanza. Se i dati riportati sono sbagliati, correggi direttamente la voce biografica; le modifiche saranno visibili in questa lista entro pochi giorni. Per chiarimenti vedi il progetto biografie. La lista contiene solo le 35 persone che sono citate nell'enciclopedia e per le quali è stato implementato correttamente il template Bio. Pagina aggiornata al 10 ago 2025. |

- 20 gennaio - Ashikaga Yoshimasa, militare giapponese († 1490)
- 1º febbraio - Amedeo IX di Savoia, nobile († 1472)
- 29 marzo - Francesco IV Ordelaffi, nobile italiano († 1466)
- 28 maggio - Raymond Pérault, cardinale e vescovo cattolico francese († 1505)
- 4 agosto - Cristina Semenzi da Calvisano, religiosa italiana († 1458)
- 20 ottobre - Andrea della Robbia, scultore e ceramista italiano († 1525)
- 4 novembre - Philippe de Lévis, cardinale francese († 1475)
- Bagrat VI di Georgia, re († 1478)
- Vincenzo Bandello, religioso italiano († 1507)
- Johann Beckenschlager, arcivescovo cattolico tedesco († 1489)
- Lucrezia Buti, monaca cristiana italiana
- Jaime de Casanova, cardinale spagnolo († 1504)
- Agostino De Marchi, intagliatore italiano
- Pier Luigi Farnese Seniore, condottiero italiano († 1487)
- Ibleto Fieschi, politico, religioso e militare italiano († 1497)
- Susanna Fontanarossa, italiana († 1489)
- Giuliano Gattilusio, pirata italiano († 1480)
- Battista Guarino, educatore, umanista e filologo classico italiano († 1503)
- Andrea Guazzalotti, medaglista italiano († 1495)
- Paride Lodron, conte italiano († 1486)
- Jean Michel, drammaturgo, scrittore e medico francese († 1501)
- Pietro da Mogliano, religioso italiano († 1490)
- Antonio Piccolomini d'Aragona, militare e politico italiano († 1492)
- Sofia di Pomerania-Stolp, duchessa tedesca († 1497)
- Donella de' Rossi, nobildonna italiana
- Sforza Secondo Sforza, nobile e condottiero italiano († 1491)
- Thomas Stanley, I conte di Derby, nobile britannico († 1504)
- William Stanley, nobile e militare britannico († 1495)
- Giorgio Summaripa, poeta e giurista italiano († 1497)
- Giovanna di Valois, principessa francese († 1482)
- Andrea del Verrocchio, scultore e pittore italiano († 1488)
- Rinaldo d'Este, religioso e condottiero italiano († 1503)
- Philippe I de Croÿ, nobile belga († 1511)
- Luis de Santángel, politico spagnolo († 1498)
- Giasone del Maino, giurista italiano († 1519)